# Esko Häkli
Esko Antero Häkli, född 30 november 1936 i Kaukola, är en finländsk bibliotekarie.
Häkli avlade filosofie licentiatexamen 1972. Han anställdes som bibliotekarie vid Helsingfors universitetsbibliotek 1962, var chef för administrativa avdelningen 1974–1976 och överbibliotekarie 1976–2002. Från 2001 till 2008 var han ordförande för Sibelius-Samfundet.
Han har gjort en stor internationell insats, bland annat som ordförande för den nordiska samarbetsorganisationen för vetenskaplig information, Nordinfo, i flera repriser och som preses i de europeiska nationalbibliotekens takorganisation 1995–1998. Bland hans böcker märks Myten om kunskapen (1979) och A. E. Nordenskiöld: A scientist and his library (1980). Han erhöll professors titel 1976 och teologie doktors grad honoris causa 1990.

### Uppslagsverk
- Widén, Gustaf: Häkli, Esko i Uppslagsverket Finland (webbupplaga, 2012). CC-BY-SA 4.0